# GNU Solidario
GNU Solidario je nezisková organizace, která pracuje na celém světě, poskytujíce zdravotní péči a vzdělávání pomocí svobodného softwaru. Od roku 2005 se podílí na humanitárních projektech různého charakteru, které měly jedno společné: svobodný software.

## Historie
Luis Falcón, president GNU Solidario, založil organizaci s jedním cílem: Doručit zdravotní péči a vzdělávání pomocí Open Source.

## Projekty
GNU Health: Svobodný nemocniční a zdravotnický informační systém. GNU Health se uděluje pro sociální bydlení, která byla prohlášena za oficiální GNU balíček Free Software Foundation a přijatý Univerzitou OSN.
IWEEE: mezinárodní konference o e-zdravotnictví v rozvíjejících se ekonomikách. IWEEE je každoroční konference zastánců svobodného softwaru ve zdravotnictví a sociální medicíny. Workshop podporuje svobodný software jako efektivní a etické řešení pro zajištění universálnosti a rovnosti v oblasti zdraví.